# Cuneo Granda Volley 2023-2024
Questa voce raccoglie le informazioni riguardanti la Cuneo Granda Volley nelle competizioni ufficiali della stagione 2023-2024.

## Stagione
Nella stagione 2023-24 la Cuneo Granda Volley assume la denominazione sponsorizzata di Honda Olivero San Bernardo Cuneo.
Partecipa per la sesta volta alla Serie A1; chiude la regular season di campionato al tredicesimo posto in classifica, retrocedendo in Serie A2.

## Organigramma societario
Area direttiva
- Presidente: Patrizio Bianco, Emilio Minini
- Presidente settore giovanile: Barbara Pasqua
- Dirigente: Luca Di Giacomo
- Direttore sportivo: Gino Primasso
- Consiglio d'amministrazione: Gino Primasso, Sergio Pasi, Piero Galeasso, Enrico Anghilante
- Team manager: Elisabetta Marchisa

Area tecnica
- Allenatore: Massimo Bellano (fino al 16 febbraio 2024), Stefano Micoli (dal 17 febbraio 2024)
- Allenatore in seconda: Emanuele Aime
- Assistente allenatore: Massimo Lamberti
- Scout man: Fabio Genre

Area comunicazione
- Addetto stampa:

Area sanitaria
- Preparatore atletico: Giorgio Borghi
- Fisioterapista: Francesco Zito, Andrea Reynaudo

## Rosa
| N° | Nome                  | Ruolo | Data di nascita   | Nazionalità sportiva |
| -- | --------------------- | ----- | ----------------- | -------------------- |
| 2  | Francesca Scola       | P     | 15 settembre 2001 | Italia               |
| 4  | Saly Thior            | C     | 29 dicembre 2004  | Italia               |
| 5  | Alice Tanase          | S     | 25 maggio 2000    | Italia               |
| 6  | Federica Ferrario     | L     | 31 maggio 2001    | Italia               |
| 7  | Amandha Sylves        | C     | 29 dicembre 2000  | Francia              |
| 8  | Lena Stigrot          | S     | 20 dicembre 1994  | Germania             |
| 9  | Anna Adelusi          | O     | 10 giugno 2003    | Italia               |
| 10 | Madison Kubik         | S     | 8 gennaio 2001    | Stati Uniti          |
| 11 | Anneclaire ter Brugge | O     | 20 febbraio 2002  | Paesi Bassi          |
| 12 | Terry Enweonwu        | O     | 12 maggio 2000    | Italia               |
| 13 | Noemi Signorile       | P     | 15 febbraio 1990  | Italia               |
| 14 | Anna Stevenson        | C     | 8 luglio 1999     | Stati Uniti          |
| 15 | Serena Scognamillo    | L     | 24 febbraio 2001  | Italia               |
| 17 | Anna Haak             | S     | 19 settembre 1996 | Svezia               |
| 21 | Beatrice Molinaro     | C     | 15 giugno 1995    | Italia               |

## Mercato
| Acquisti                               | Acquisti              | Acquisti                | Acquisti   |
| R.                                     | Nome                  | da                      | Modalità   |
| -------------------------------------- | --------------------- | ----------------------- | ---------- |
| O                                      | Anna Adelusi          | Firenze                 | definitivo |
| O                                      | Terry Enweonwu        | Firenze                 | definitivo |
| L                                      | Federica Ferrario     | Soverato                | definitivo |
| C                                      | Beatrice Molinaro     | Helvia Recina           | definitivo |
| S                                      | Anna Haak             | Mulhouse                | definitivo |
| S                                      | Madison Kubik         | Cangrejeras de Santurce | definitivo |
| L                                      | Serena Scognamillo    | Millenium Brescia       | definitivo |
| P                                      | Francesca Scola       | Casalmaggiore           | definitivo |
| S                                      | Lena Stigrot          | UYBA                    | definitivo |
| C                                      | Amandha Sylves        | Firenze                 | definitivo |
| S                                      | Alice Tanase          | Montecchio Maggiore     | definitivo |
| Trasferimenti nel corso della stagione |                       |                         |            |
| O                                      | Anneclaire ter Brugge | Changas de Naranjito    | definitivo |

| Cessioni | Cessioni            | Cessioni             | Cessioni   |
| R.       | Nome                | a                    | Modalità   |
| -------- | ------------------- | -------------------- | ---------- |
| P        | Beatrice Agrifoglio | Firenze              | definitivo |
| S        | Danielle Barton     | NEC Red Rockets      | definitivo |
| C        | Camilla Basso       | Chieri '76           | definitivo |
| L        | Lara Caravello      | -                    | ritirata   |
| C        | Sara Caruso         | Montecchio Maggiore  | definitivo |
| C        | Agnese Cecconello   | Megavolley           | definitivo |
| O        | Bintu Diop          | Savino Del Bene      | definitivo |
| L        | Alice Gay           | Vallecamonica Sebino | definitivo |
| O        | Lucille Gicquel     | Nilüfer              | definitivo |
| S        | Sof'ja Kuznecova    | Praia Clube          | definitivo |
| P        | Kim Klein Lankhorst | Vilsbiburg           | definitivo |
| S        | Francesca Magazza   | Vallecamonica Sebino | definitivo |
| S        | Gréta Szakmáry      | AGIL                 | definitivo |

## Risultati

### Serie A1

#### Girone di andata
| 1ª giornata - 8 ottobre 2023 Palazzetto dello Sport, Villafranca Piemonte | Pinerolo      | 2 - 3 | Cuneo Granda    | 17-25, 25-23, 25-17, 23-25, 13-15 |
| 2ª giornata - 14 ottobre 2023 PalaCastagnaretta, Cuneo                    | Cuneo Granda  | 0 - 3 | Imoco           | 20-25, 12-25, 14-25               |
| 3ª giornata - 21 ottobre 2023 PalaCastagnaretta, Cuneo                    | Cuneo Granda  | 1 - 3 | Megavolley      | 25-13, 23-25, 22-25, 22-25        |
| 4ª giornata - 28 ottobre 2023 PalaFacchetti, Treviglio                    | Bergamo 1991  | 2 - 3 | Cuneo Granda    | 20-25, 25-17, 25-19, 22-25, 14-16 |
| 5ª giornata - 1º novembre 2023 PalaRadi, Cremona                          | Casalmaggiore | 0 - 3 | Cuneo Granda    | 24-26, 16-25, 19-25               |
| 6ª giornata - 5 novembre 2023 PalaCastagnaretta, Cuneo                    | Cuneo Granda  | 0 - 3 | AGIL            | 18-25, 14-25, 22-25               |
| 7ª giornata - 11 novembre 2023 PalaTrento, Trentino                       | Trentino      | 3 - 2 | Cuneo Granda    | 25-22, 23-25, 28-26, 23-25, 15-13 |
| 8ª giornata - 19 novembre 2023 PalaCastagnaretta, Cuneo                   | Cuneo Granda  | 1 - 3 | Savino Del Bene | 11-25, 19-25, 25-18, 20-25        |
| 9ª giornata - 26 novembre 2023 PalaPiantanida, Busto Arsizio              | UYBA          | 2 - 3 | Cuneo Granda    | 25-20, 22-25, 22-25, 27-25, 12-15 |
| 10ª giornata - 3 dicembre 2023 Palazzetto dello Sport, Roma               | Roma Club     | 3 - 1 | Cuneo Granda    | 18-25, 25-15, 25-17, 26-24        |
| 11ª giornata - 10 dicembre 2023 PalaCastagnaretta, Cuneo                  | Cuneo Granda  | 0 - 3 | Pro Victoria    | 18-25, 15-25, 14-25               |
| 12ª giornata - 17 dicembre 2023 PalaMaddalene, Chieri                     | Chieri '76    | 3 - 1 | Cuneo Granda    | 25-18 25-19 17-25 26-24           |
| 13ª giornata - 23 dicembre 2023 PalaCastagnaretta, Cuneo                  | Cuneo Granda  | 2 - 3 | Firenze         | 25-21, 25-17, 19-25, 20-25, 9-15  |

#### Girone di ritorno
| 14ª giornata - 26 dicembre 2023 PalaCastagnaretta, Cuneo | Cuneo Granda    | 3 - 2 | Pinerolo      | 20-25, 25-13, 23-25, 25-22, 17-15 |
| 15ª giornata - 7 gennaio 2024 PalaVerde, Villorba        | Imoco           | 3 - 0 | Cuneo Granda  | 25-22, 25-21, 25-19               |
| 16ª giornata - 14 gennaio 2024 PalaCampanara, Pesaro     | Megavolley      | 3 - 1 | Cuneo Granda  | 25-17, 25-20, 16-25, 25-21        |
| 17ª giornata - 21 gennaio 2024 PalaCastagnaretta, Cuneo  | Cuneo Granda    | 1 - 3 | Bergamo 1991  | 22-25, 25-15, 23-25, 27-29        |
| 18ª giornata - 28 gennaio 2024 PalaCastagnaretta, Cuneo  | Cuneo Granda    | 1 - 3 | Casalmaggiore | 21-25, 22-25, 25-20, 20-25        |
| 19ª giornata - 4 febbraio 2024 PalaTerdoppio, Novara     | AGIL            | 3 - 1 | Cuneo Granda  | 25-10, 25-17, 18-25, 25-17        |
| 20ª giornata - 11 febbraio 2024 PalaCastagnaretta, Cuneo | Cuneo Granda    | 1 - 3 | Trentino      | 20-25, 18-25, 25-15, 19-25        |
| 21ª giornata - 24 febbraio 2024 PalaWanny, Firenze       | Savino Del Bene | 3 - 0 | Cuneo Granda  | 25-14, 25-15, 25-14               |
| 22ª giornata - 3 marzo 2024 PalaCastagnaretta, Cuneo     | Cuneo Granda    | 3 - 1 | UYBA          | 25-11, 20-25, 25-19, 25-18        |
| 23ª giornata - 6 marzo 2024 PalaCastagnaretta, Cuneo     | Cuneo Granda    | 3 - 2 | Roma Club     | 25-21, 27-25, 23-25, 18-25, 18-16 |
| 24ª giornata - 9 marzo 2024 Arena di Monza, Monza        | Pro Victoria    | 3 - 0 | Cuneo Granda  | 25-19, 25-23, 25-20               |
| 25ª giornata - 17 marzo 2024 PalaCastagnaretta, Cuneo    | Cuneo Granda    | 0 - 3 | Chieri '76    | 21-25, 18-25, 19-25               |
| 26ª giornata - 24 marzo 2024 PalaWanny, Firenze          | Firenze         | 3 - 1 | Cuneo Granda  | 24-26, 25-22, 25-20, 25-21        |

## Statistiche

### Statistiche di squadra
| Competizione | Punti | In casa | In casa | In casa | In trasferta | In trasferta | In trasferta | Totale | Totale | Totale |
| Competizione | Punti | G       | V       | P       | G            | V            | P            | G      | V      | P      |
| ------------ | ----- | ------- | ------- | ------- | ------------ | ------------ | ------------ | ------ | ------ | ------ |
| Serie A1     | 18    | 13      | 3       | 10      | 13           | 4            | 9            | 26     | 7      | 19     |
| Totale       | -     | 13      | 3       | 10      | 13           | 4            | 9            | 26     | 7      | 19     |

G = partite giocate; V = partite vinte; P = partite perse

### Statistiche dei giocatori
| Giocatore      | Serie A1 | Serie A1 | Serie A1 | Serie A1 | Serie A1 | Totale | Totale | Totale | Totale | Totale |
| Giocatore      | P        | PT       | AV       | MV       | BV       | P      | PT     | AV     | MV     | BV     |
| -------------- | -------- | -------- | -------- | -------- | -------- | ------ | ------ | ------ | ------ | ------ |
| A. Adelusi     | 15       | 173      | 155      | 11       | 7        | 15     | 173    | 155    | 11     | 7      |
| T. Enweonwu    | 21       | 235      | 205      | 17       | 13       | 21     | 235    | 205    | 17     | 13     |
| F. Ferrario    | 9        | 0        | 0        | 0        | 0        | 9      | 0      | 0      | 0      | 0      |
| A. Haak        | 25       | 194      | 174      | 14       | 6        | 25     | 194    | 174    | 14     | 6      |
| M. Kubik       | 25       | 162      | 149      | 6        | 7        | 25     | 162    | 149    | 6      | 7      |
| B. Molinaro    | 21       | 76       | 50       | 20       | 6        | 21     | 76     | 50     | 20     | 6      |
| S. Scognamillo | 21       | 0        | 0        | 0        | 0        | 21     | 0      | 0      | 0      | 0      |
| F. Scola       | 20       | 6        | 4        | 2        | 0        | 20     | 6      | 4      | 2      | 0      |
| N. Signorile   | 26       | 25       | 4        | 10       | 11       | 26     | 25     | 4      | 10     | 11     |
| A. Stevenson   | 24       | 165      | 115      | 35       | 15       | 24     | 165    | 115    | 35     | 15     |
| L. Stigrot     | 26       | 298      | 264      | 27       | 7        | 26     | 298    | 264    | 27     | 7      |
| A. Sylves      | 26       | 203      | 123      | 70       | 10       | 26     | 203    | 123    | 70     | 10     |
| A. Tanase      | 22       | 42       | 41       | 0        | 1        | 22     | 42     | 41     | 0      | 1      |
| A. ter Brugge  | 4        | 4        | 3        | 0        | 1        | 4      | 4      | 3      | 0      | 1      |
| S. Thior       | 0        | 0        | 0        | 0        | 0        | 0      | 0      | 0      | 0      | 0      |

P = presenze; PT = punti totali; AV = attacchi vincenti; MV = muri vincenti; BV = battute vincenti